# Om sommeren er alting anderledes
Om sommeren er alting anderledes er det første og eneste studiealbum af den danske gruppe The Beautifuls, der var et alias for den aarhusianske pop-/rockgruppe tv·2. Det blev udgivet i 1983 af Have A Cigar Records, der i virkeligheden var CBS, tv·2s daværende pladeselskab.
Albummet blev indspillet som en reaktion på den kritik gruppen fik, da de skiftede navn fra Taurus til tv·2 i forbindelse med udgivelsen af albummet Fantastiske Toyota i 1981. Forsanger Steffen Brandt udtalte i 2015: "Folk syntes, det var uærligt og uoprigtigt at skifte navn og stil, og opfattelsen var så, at man heller ikke kunne regne med det, vi sang om. [...] Så vi udsendte et nyt album, der var indspillet på en uge, under et helt nyt navn, for at se, hvad kritikerne så ville sige."
På albummet fortolker gruppen Brian Enos "Needles in the Camel's Eye" og The Beatles "While My Guitar Gently Weeps", begge med ny dansk tekst, samt tv·2-sangen "Bordeaux – Bilbao" fra Fantastiske Toyota. 
Om sommeren er alting anderledes har solgt 1.800 eksemplarer.

## Spor
Alle sange skrevet og komponeret af The Beautifuls, undtagen hvor noteret. 
| 1. | "Jeg elsker dig"    |      |      | 2:20 |
| 2. | "Udenom os"         |      |      | 3:35 |
| 3. | "Smuk som Verden"   |      |      | 2:10 |
| 4. | "Bordeaux – Bilbao" | tv·2 | tv·2 | 3:45 |

| 5. | "Det var på Capri"              |                |                           | 2:00 |
| 6. | "Madame, ce soir...!!"          |                |                           | 1:48 |
| 7. | "Hvor er du nu"                 | The Beautifuls | Brian Eno, Phil Manzanera | 3:00 |
| 8. | "Blåvand melder storm"          |                |                           | 2:25 |
| 9. | "Kæmp for alt hvad du har kært" | The Beautifuls | George Harrison           | 4:25 |

Note
- Musikken til "Hvor er du nu" ("Needles in the Camel's Eye") var på albummet oprindeligt krediteret til Brian Eno alene.

## Personel

### The Beautifuls
- Steffen Brandt – vokal, keyboards
- Hans Erik Lerchenfeld – guitar
- Georg Olesen – bas
- Sven Gaul – trommer

### Produktion
- Davi Duff – producer
- Per Leth-Nissen – teknik
- Jo Dam Kærgaard – cover
- Mogens Laier – coverfoto